# 屋脊

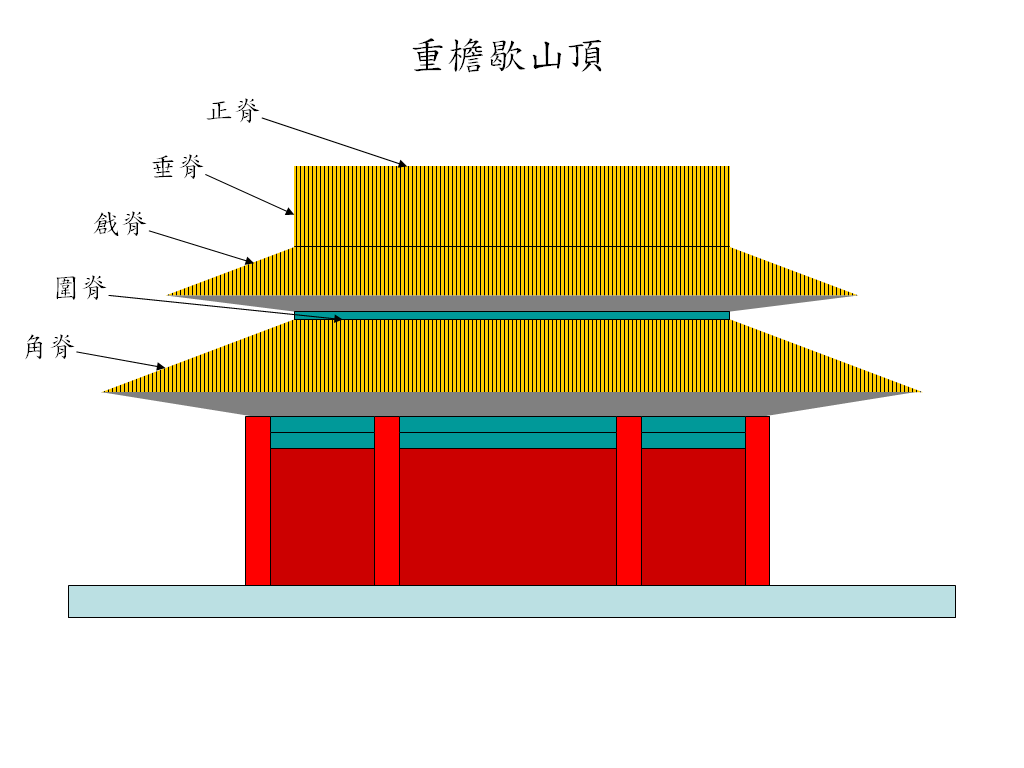
以重檐歇山頂，圖示各種屋脊名稱

屋脊，是屋顶相对的两边之间顶端的交與会线，有正脊、垂脊、圍脊、圍脊等類型。

## 正脊
正脊，又叫大脊、平脊，位于屋顶前后两坡相交处，是屋顶最高处的水平屋脊，規模較大的中國傳統建築、朝鮮傳統建築、越南傳統建築的正脊两端常有吻兽或望兽，中间可以有宝瓶等装饰物。
庑殿顶、歇山顶、悬山顶、硬山顶均有正脊，卷棚顶、攒尖顶、盔顶没有正脊，十字脊顶则为两条正脊垂直相交，盝顶则由四条正脊围成一个平面。
汉朝以前，正脊平直，汉朝起正脊开始出现两端翘起，曲线，这种做法盛行于唐、宋，到了明、清时期，则多恢复直线。閩南式建築正脊多為彎曲，兩端翹起。
還有些特殊形狀的正脊，如清水脊、燕尾脊等。

## 垂脊
垂脊又稱規帶，是正脊或攢尖寶頂相交的屋脊。其主要功能是令雨水沿著坡面流下，防止雨水流到牆面上，也是屋頂的重要裝飾部分。從屋頂高處的上的下垂屋脊，在歇山顶、悬山顶、硬山顶是自正脊两端沿着前后坡向下，在攒尖顶中自宝顶至屋檐转角处。
中國、日本、朝鮮、越南的一些大型建築的垂脊上有垂兽作饰物。其中歇山顶垂兽在垂脊下端，其余则在垂脊中间偏下的地方。卷棚歇山、悬山、硬山等级较低，不一定安置垂兽和蹲兽。

## 戗脊
戧脊，又称岔脊，是歇山頂上與垂脊相交的屋脊，是歇山顶建筑自垂脊下端至屋檐部分的屋脊，和垂脊成45度，对垂脊起支戗作用。重檐屋顶的下层檐（如重檐庑殿顶和重檐歇山顶的第二檐）的檐角屋脊也是戗脊，称重檐戗脊。
中國、日本、朝鮮、越南的一些大型建築的戗脊上常安放戗兽，以戗兽为界分为兽前和兽后两段，兽前部分安放蹲兽，数量根据等级大小各有不同。

## 博脊
博脊，由斜坡屋面與垂直建築面相交而形成的水平屋脊稱博脊。

## 圍脊
位於重檐頂下層的水平脊稱圍脊。是重檐式建筑（例如重檐庑殿顶、重檐歇山顶、重檐攒尖顶等）的下层檐和屋顶相交的脊，由于围绕着屋顶，故名围脊。
中國、朝鮮、越南的一些大型建築的围脊四角有脊兽，根据等级不同，分别为合角吻（吻兽）或合角兽。